# Nimzoindiskt försvar
Den här artikeln använder algebraisk schacknotation för att beskriva schackdragen.
Nimzoindiskt försvar, eller bara nimzoindiskt, är en schacköppning som karaktäriseras av dragen:
1. d4 Sf6
2. c4 e6
3. Sc3 Lb4
Öppningen har fått sitt namn efter Aaron Nimzowitsch som verkade på 20- och 30-talet, och som förespråkade öppningar där man undviker att besätta brädets centrumfält med bönder, utan i stället tar kontroll över dem med hjälp av pjäserna. Svarts tredje drag, Lb4, har just detta syfte, då det binder vits springare och - tillsammans med springaren på f6 - hindrar vit från att spela e4.
Nimzoindiskt är ett av de äldsta och vanligaste indiska försvaren. 
Det är en positionellt komplex öppning med många varianter och har sagts vara d4-öppningarnas motsvarighet till spanskt parti. En del vitspelare föredrar 3.Sf3 eller 3.g3 för att undvika nimzoindiskt.

## Varianter
Vit har många sätt att bemöta nimzoindiskt. Här är de vanligaste varianterna i popularitetsordning:

### Rubinsteinsystemet (4.e3)
|   | a | b | c | d | e | f | g | h |   |
| 8 | a8 svart torn · b8 svart springare · c8 svart löpare · d8 svart drottning · f8 svart torn · g8 svart kung · a7 svart bonde · b7 svart bonde · f7 svart bonde · g7 svart bonde · h7 svart bonde · e6 svart bonde · f6 svart springare · c5 svart bonde · d5 svart bonde · b4 svart löpare · c4 vit bonde · d4 vit bonde · c3 vit springare · d3 vit löpare · e3 vit bonde · f3 vit springare · a2 vit bonde · b2 vit bonde · f2 vit bonde · g2 vit bonde · h2 vit bonde · a1 vit torn · c1 vit löpare · d1 vit drottning · f1 vit torn · g1 vit kung | a8 svart torn · b8 svart springare · c8 svart löpare · d8 svart drottning · f8 svart torn · g8 svart kung · a7 svart bonde · b7 svart bonde · f7 svart bonde · g7 svart bonde · h7 svart bonde · e6 svart bonde · f6 svart springare · c5 svart bonde · d5 svart bonde · b4 svart löpare · c4 vit bonde · d4 vit bonde · c3 vit springare · d3 vit löpare · e3 vit bonde · f3 vit springare · a2 vit bonde · b2 vit bonde · f2 vit bonde · g2 vit bonde · h2 vit bonde · a1 vit torn · c1 vit löpare · d1 vit drottning · f1 vit torn · g1 vit kung | a8 svart torn · b8 svart springare · c8 svart löpare · d8 svart drottning · f8 svart torn · g8 svart kung · a7 svart bonde · b7 svart bonde · f7 svart bonde · g7 svart bonde · h7 svart bonde · e6 svart bonde · f6 svart springare · c5 svart bonde · d5 svart bonde · b4 svart löpare · c4 vit bonde · d4 vit bonde · c3 vit springare · d3 vit löpare · e3 vit bonde · f3 vit springare · a2 vit bonde · b2 vit bonde · f2 vit bonde · g2 vit bonde · h2 vit bonde · a1 vit torn · c1 vit löpare · d1 vit drottning · f1 vit torn · g1 vit kung | a8 svart torn · b8 svart springare · c8 svart löpare · d8 svart drottning · f8 svart torn · g8 svart kung · a7 svart bonde · b7 svart bonde · f7 svart bonde · g7 svart bonde · h7 svart bonde · e6 svart bonde · f6 svart springare · c5 svart bonde · d5 svart bonde · b4 svart löpare · c4 vit bonde · d4 vit bonde · c3 vit springare · d3 vit löpare · e3 vit bonde · f3 vit springare · a2 vit bonde · b2 vit bonde · f2 vit bonde · g2 vit bonde · h2 vit bonde · a1 vit torn · c1 vit löpare · d1 vit drottning · f1 vit torn · g1 vit kung | a8 svart torn · b8 svart springare · c8 svart löpare · d8 svart drottning · f8 svart torn · g8 svart kung · a7 svart bonde · b7 svart bonde · f7 svart bonde · g7 svart bonde · h7 svart bonde · e6 svart bonde · f6 svart springare · c5 svart bonde · d5 svart bonde · b4 svart löpare · c4 vit bonde · d4 vit bonde · c3 vit springare · d3 vit löpare · e3 vit bonde · f3 vit springare · a2 vit bonde · b2 vit bonde · f2 vit bonde · g2 vit bonde · h2 vit bonde · a1 vit torn · c1 vit löpare · d1 vit drottning · f1 vit torn · g1 vit kung | a8 svart torn · b8 svart springare · c8 svart löpare · d8 svart drottning · f8 svart torn · g8 svart kung · a7 svart bonde · b7 svart bonde · f7 svart bonde · g7 svart bonde · h7 svart bonde · e6 svart bonde · f6 svart springare · c5 svart bonde · d5 svart bonde · b4 svart löpare · c4 vit bonde · d4 vit bonde · c3 vit springare · d3 vit löpare · e3 vit bonde · f3 vit springare · a2 vit bonde · b2 vit bonde · f2 vit bonde · g2 vit bonde · h2 vit bonde · a1 vit torn · c1 vit löpare · d1 vit drottning · f1 vit torn · g1 vit kung | a8 svart torn · b8 svart springare · c8 svart löpare · d8 svart drottning · f8 svart torn · g8 svart kung · a7 svart bonde · b7 svart bonde · f7 svart bonde · g7 svart bonde · h7 svart bonde · e6 svart bonde · f6 svart springare · c5 svart bonde · d5 svart bonde · b4 svart löpare · c4 vit bonde · d4 vit bonde · c3 vit springare · d3 vit löpare · e3 vit bonde · f3 vit springare · a2 vit bonde · b2 vit bonde · f2 vit bonde · g2 vit bonde · h2 vit bonde · a1 vit torn · c1 vit löpare · d1 vit drottning · f1 vit torn · g1 vit kung | a8 svart torn · b8 svart springare · c8 svart löpare · d8 svart drottning · f8 svart torn · g8 svart kung · a7 svart bonde · b7 svart bonde · f7 svart bonde · g7 svart bonde · h7 svart bonde · e6 svart bonde · f6 svart springare · c5 svart bonde · d5 svart bonde · b4 svart löpare · c4 vit bonde · d4 vit bonde · c3 vit springare · d3 vit löpare · e3 vit bonde · f3 vit springare · a2 vit bonde · b2 vit bonde · f2 vit bonde · g2 vit bonde · h2 vit bonde · a1 vit torn · c1 vit löpare · d1 vit drottning · f1 vit torn · g1 vit kung | 8 |
| 7 | a8 svart torn · b8 svart springare · c8 svart löpare · d8 svart drottning · f8 svart torn · g8 svart kung · a7 svart bonde · b7 svart bonde · f7 svart bonde · g7 svart bonde · h7 svart bonde · e6 svart bonde · f6 svart springare · c5 svart bonde · d5 svart bonde · b4 svart löpare · c4 vit bonde · d4 vit bonde · c3 vit springare · d3 vit löpare · e3 vit bonde · f3 vit springare · a2 vit bonde · b2 vit bonde · f2 vit bonde · g2 vit bonde · h2 vit bonde · a1 vit torn · c1 vit löpare · d1 vit drottning · f1 vit torn · g1 vit kung | a8 svart torn · b8 svart springare · c8 svart löpare · d8 svart drottning · f8 svart torn · g8 svart kung · a7 svart bonde · b7 svart bonde · f7 svart bonde · g7 svart bonde · h7 svart bonde · e6 svart bonde · f6 svart springare · c5 svart bonde · d5 svart bonde · b4 svart löpare · c4 vit bonde · d4 vit bonde · c3 vit springare · d3 vit löpare · e3 vit bonde · f3 vit springare · a2 vit bonde · b2 vit bonde · f2 vit bonde · g2 vit bonde · h2 vit bonde · a1 vit torn · c1 vit löpare · d1 vit drottning · f1 vit torn · g1 vit kung | a8 svart torn · b8 svart springare · c8 svart löpare · d8 svart drottning · f8 svart torn · g8 svart kung · a7 svart bonde · b7 svart bonde · f7 svart bonde · g7 svart bonde · h7 svart bonde · e6 svart bonde · f6 svart springare · c5 svart bonde · d5 svart bonde · b4 svart löpare · c4 vit bonde · d4 vit bonde · c3 vit springare · d3 vit löpare · e3 vit bonde · f3 vit springare · a2 vit bonde · b2 vit bonde · f2 vit bonde · g2 vit bonde · h2 vit bonde · a1 vit torn · c1 vit löpare · d1 vit drottning · f1 vit torn · g1 vit kung | a8 svart torn · b8 svart springare · c8 svart löpare · d8 svart drottning · f8 svart torn · g8 svart kung · a7 svart bonde · b7 svart bonde · f7 svart bonde · g7 svart bonde · h7 svart bonde · e6 svart bonde · f6 svart springare · c5 svart bonde · d5 svart bonde · b4 svart löpare · c4 vit bonde · d4 vit bonde · c3 vit springare · d3 vit löpare · e3 vit bonde · f3 vit springare · a2 vit bonde · b2 vit bonde · f2 vit bonde · g2 vit bonde · h2 vit bonde · a1 vit torn · c1 vit löpare · d1 vit drottning · f1 vit torn · g1 vit kung | a8 svart torn · b8 svart springare · c8 svart löpare · d8 svart drottning · f8 svart torn · g8 svart kung · a7 svart bonde · b7 svart bonde · f7 svart bonde · g7 svart bonde · h7 svart bonde · e6 svart bonde · f6 svart springare · c5 svart bonde · d5 svart bonde · b4 svart löpare · c4 vit bonde · d4 vit bonde · c3 vit springare · d3 vit löpare · e3 vit bonde · f3 vit springare · a2 vit bonde · b2 vit bonde · f2 vit bonde · g2 vit bonde · h2 vit bonde · a1 vit torn · c1 vit löpare · d1 vit drottning · f1 vit torn · g1 vit kung | a8 svart torn · b8 svart springare · c8 svart löpare · d8 svart drottning · f8 svart torn · g8 svart kung · a7 svart bonde · b7 svart bonde · f7 svart bonde · g7 svart bonde · h7 svart bonde · e6 svart bonde · f6 svart springare · c5 svart bonde · d5 svart bonde · b4 svart löpare · c4 vit bonde · d4 vit bonde · c3 vit springare · d3 vit löpare · e3 vit bonde · f3 vit springare · a2 vit bonde · b2 vit bonde · f2 vit bonde · g2 vit bonde · h2 vit bonde · a1 vit torn · c1 vit löpare · d1 vit drottning · f1 vit torn · g1 vit kung | a8 svart torn · b8 svart springare · c8 svart löpare · d8 svart drottning · f8 svart torn · g8 svart kung · a7 svart bonde · b7 svart bonde · f7 svart bonde · g7 svart bonde · h7 svart bonde · e6 svart bonde · f6 svart springare · c5 svart bonde · d5 svart bonde · b4 svart löpare · c4 vit bonde · d4 vit bonde · c3 vit springare · d3 vit löpare · e3 vit bonde · f3 vit springare · a2 vit bonde · b2 vit bonde · f2 vit bonde · g2 vit bonde · h2 vit bonde · a1 vit torn · c1 vit löpare · d1 vit drottning · f1 vit torn · g1 vit kung | a8 svart torn · b8 svart springare · c8 svart löpare · d8 svart drottning · f8 svart torn · g8 svart kung · a7 svart bonde · b7 svart bonde · f7 svart bonde · g7 svart bonde · h7 svart bonde · e6 svart bonde · f6 svart springare · c5 svart bonde · d5 svart bonde · b4 svart löpare · c4 vit bonde · d4 vit bonde · c3 vit springare · d3 vit löpare · e3 vit bonde · f3 vit springare · a2 vit bonde · b2 vit bonde · f2 vit bonde · g2 vit bonde · h2 vit bonde · a1 vit torn · c1 vit löpare · d1 vit drottning · f1 vit torn · g1 vit kung | 7 |
| 6 | a8 svart torn · b8 svart springare · c8 svart löpare · d8 svart drottning · f8 svart torn · g8 svart kung · a7 svart bonde · b7 svart bonde · f7 svart bonde · g7 svart bonde · h7 svart bonde · e6 svart bonde · f6 svart springare · c5 svart bonde · d5 svart bonde · b4 svart löpare · c4 vit bonde · d4 vit bonde · c3 vit springare · d3 vit löpare · e3 vit bonde · f3 vit springare · a2 vit bonde · b2 vit bonde · f2 vit bonde · g2 vit bonde · h2 vit bonde · a1 vit torn · c1 vit löpare · d1 vit drottning · f1 vit torn · g1 vit kung | a8 svart torn · b8 svart springare · c8 svart löpare · d8 svart drottning · f8 svart torn · g8 svart kung · a7 svart bonde · b7 svart bonde · f7 svart bonde · g7 svart bonde · h7 svart bonde · e6 svart bonde · f6 svart springare · c5 svart bonde · d5 svart bonde · b4 svart löpare · c4 vit bonde · d4 vit bonde · c3 vit springare · d3 vit löpare · e3 vit bonde · f3 vit springare · a2 vit bonde · b2 vit bonde · f2 vit bonde · g2 vit bonde · h2 vit bonde · a1 vit torn · c1 vit löpare · d1 vit drottning · f1 vit torn · g1 vit kung | a8 svart torn · b8 svart springare · c8 svart löpare · d8 svart drottning · f8 svart torn · g8 svart kung · a7 svart bonde · b7 svart bonde · f7 svart bonde · g7 svart bonde · h7 svart bonde · e6 svart bonde · f6 svart springare · c5 svart bonde · d5 svart bonde · b4 svart löpare · c4 vit bonde · d4 vit bonde · c3 vit springare · d3 vit löpare · e3 vit bonde · f3 vit springare · a2 vit bonde · b2 vit bonde · f2 vit bonde · g2 vit bonde · h2 vit bonde · a1 vit torn · c1 vit löpare · d1 vit drottning · f1 vit torn · g1 vit kung | a8 svart torn · b8 svart springare · c8 svart löpare · d8 svart drottning · f8 svart torn · g8 svart kung · a7 svart bonde · b7 svart bonde · f7 svart bonde · g7 svart bonde · h7 svart bonde · e6 svart bonde · f6 svart springare · c5 svart bonde · d5 svart bonde · b4 svart löpare · c4 vit bonde · d4 vit bonde · c3 vit springare · d3 vit löpare · e3 vit bonde · f3 vit springare · a2 vit bonde · b2 vit bonde · f2 vit bonde · g2 vit bonde · h2 vit bonde · a1 vit torn · c1 vit löpare · d1 vit drottning · f1 vit torn · g1 vit kung | a8 svart torn · b8 svart springare · c8 svart löpare · d8 svart drottning · f8 svart torn · g8 svart kung · a7 svart bonde · b7 svart bonde · f7 svart bonde · g7 svart bonde · h7 svart bonde · e6 svart bonde · f6 svart springare · c5 svart bonde · d5 svart bonde · b4 svart löpare · c4 vit bonde · d4 vit bonde · c3 vit springare · d3 vit löpare · e3 vit bonde · f3 vit springare · a2 vit bonde · b2 vit bonde · f2 vit bonde · g2 vit bonde · h2 vit bonde · a1 vit torn · c1 vit löpare · d1 vit drottning · f1 vit torn · g1 vit kung | a8 svart torn · b8 svart springare · c8 svart löpare · d8 svart drottning · f8 svart torn · g8 svart kung · a7 svart bonde · b7 svart bonde · f7 svart bonde · g7 svart bonde · h7 svart bonde · e6 svart bonde · f6 svart springare · c5 svart bonde · d5 svart bonde · b4 svart löpare · c4 vit bonde · d4 vit bonde · c3 vit springare · d3 vit löpare · e3 vit bonde · f3 vit springare · a2 vit bonde · b2 vit bonde · f2 vit bonde · g2 vit bonde · h2 vit bonde · a1 vit torn · c1 vit löpare · d1 vit drottning · f1 vit torn · g1 vit kung | a8 svart torn · b8 svart springare · c8 svart löpare · d8 svart drottning · f8 svart torn · g8 svart kung · a7 svart bonde · b7 svart bonde · f7 svart bonde · g7 svart bonde · h7 svart bonde · e6 svart bonde · f6 svart springare · c5 svart bonde · d5 svart bonde · b4 svart löpare · c4 vit bonde · d4 vit bonde · c3 vit springare · d3 vit löpare · e3 vit bonde · f3 vit springare · a2 vit bonde · b2 vit bonde · f2 vit bonde · g2 vit bonde · h2 vit bonde · a1 vit torn · c1 vit löpare · d1 vit drottning · f1 vit torn · g1 vit kung | a8 svart torn · b8 svart springare · c8 svart löpare · d8 svart drottning · f8 svart torn · g8 svart kung · a7 svart bonde · b7 svart bonde · f7 svart bonde · g7 svart bonde · h7 svart bonde · e6 svart bonde · f6 svart springare · c5 svart bonde · d5 svart bonde · b4 svart löpare · c4 vit bonde · d4 vit bonde · c3 vit springare · d3 vit löpare · e3 vit bonde · f3 vit springare · a2 vit bonde · b2 vit bonde · f2 vit bonde · g2 vit bonde · h2 vit bonde · a1 vit torn · c1 vit löpare · d1 vit drottning · f1 vit torn · g1 vit kung | 6 |
| 5 | a8 svart torn · b8 svart springare · c8 svart löpare · d8 svart drottning · f8 svart torn · g8 svart kung · a7 svart bonde · b7 svart bonde · f7 svart bonde · g7 svart bonde · h7 svart bonde · e6 svart bonde · f6 svart springare · c5 svart bonde · d5 svart bonde · b4 svart löpare · c4 vit bonde · d4 vit bonde · c3 vit springare · d3 vit löpare · e3 vit bonde · f3 vit springare · a2 vit bonde · b2 vit bonde · f2 vit bonde · g2 vit bonde · h2 vit bonde · a1 vit torn · c1 vit löpare · d1 vit drottning · f1 vit torn · g1 vit kung | a8 svart torn · b8 svart springare · c8 svart löpare · d8 svart drottning · f8 svart torn · g8 svart kung · a7 svart bonde · b7 svart bonde · f7 svart bonde · g7 svart bonde · h7 svart bonde · e6 svart bonde · f6 svart springare · c5 svart bonde · d5 svart bonde · b4 svart löpare · c4 vit bonde · d4 vit bonde · c3 vit springare · d3 vit löpare · e3 vit bonde · f3 vit springare · a2 vit bonde · b2 vit bonde · f2 vit bonde · g2 vit bonde · h2 vit bonde · a1 vit torn · c1 vit löpare · d1 vit drottning · f1 vit torn · g1 vit kung | a8 svart torn · b8 svart springare · c8 svart löpare · d8 svart drottning · f8 svart torn · g8 svart kung · a7 svart bonde · b7 svart bonde · f7 svart bonde · g7 svart bonde · h7 svart bonde · e6 svart bonde · f6 svart springare · c5 svart bonde · d5 svart bonde · b4 svart löpare · c4 vit bonde · d4 vit bonde · c3 vit springare · d3 vit löpare · e3 vit bonde · f3 vit springare · a2 vit bonde · b2 vit bonde · f2 vit bonde · g2 vit bonde · h2 vit bonde · a1 vit torn · c1 vit löpare · d1 vit drottning · f1 vit torn · g1 vit kung | a8 svart torn · b8 svart springare · c8 svart löpare · d8 svart drottning · f8 svart torn · g8 svart kung · a7 svart bonde · b7 svart bonde · f7 svart bonde · g7 svart bonde · h7 svart bonde · e6 svart bonde · f6 svart springare · c5 svart bonde · d5 svart bonde · b4 svart löpare · c4 vit bonde · d4 vit bonde · c3 vit springare · d3 vit löpare · e3 vit bonde · f3 vit springare · a2 vit bonde · b2 vit bonde · f2 vit bonde · g2 vit bonde · h2 vit bonde · a1 vit torn · c1 vit löpare · d1 vit drottning · f1 vit torn · g1 vit kung | a8 svart torn · b8 svart springare · c8 svart löpare · d8 svart drottning · f8 svart torn · g8 svart kung · a7 svart bonde · b7 svart bonde · f7 svart bonde · g7 svart bonde · h7 svart bonde · e6 svart bonde · f6 svart springare · c5 svart bonde · d5 svart bonde · b4 svart löpare · c4 vit bonde · d4 vit bonde · c3 vit springare · d3 vit löpare · e3 vit bonde · f3 vit springare · a2 vit bonde · b2 vit bonde · f2 vit bonde · g2 vit bonde · h2 vit bonde · a1 vit torn · c1 vit löpare · d1 vit drottning · f1 vit torn · g1 vit kung | a8 svart torn · b8 svart springare · c8 svart löpare · d8 svart drottning · f8 svart torn · g8 svart kung · a7 svart bonde · b7 svart bonde · f7 svart bonde · g7 svart bonde · h7 svart bonde · e6 svart bonde · f6 svart springare · c5 svart bonde · d5 svart bonde · b4 svart löpare · c4 vit bonde · d4 vit bonde · c3 vit springare · d3 vit löpare · e3 vit bonde · f3 vit springare · a2 vit bonde · b2 vit bonde · f2 vit bonde · g2 vit bonde · h2 vit bonde · a1 vit torn · c1 vit löpare · d1 vit drottning · f1 vit torn · g1 vit kung | a8 svart torn · b8 svart springare · c8 svart löpare · d8 svart drottning · f8 svart torn · g8 svart kung · a7 svart bonde · b7 svart bonde · f7 svart bonde · g7 svart bonde · h7 svart bonde · e6 svart bonde · f6 svart springare · c5 svart bonde · d5 svart bonde · b4 svart löpare · c4 vit bonde · d4 vit bonde · c3 vit springare · d3 vit löpare · e3 vit bonde · f3 vit springare · a2 vit bonde · b2 vit bonde · f2 vit bonde · g2 vit bonde · h2 vit bonde · a1 vit torn · c1 vit löpare · d1 vit drottning · f1 vit torn · g1 vit kung | a8 svart torn · b8 svart springare · c8 svart löpare · d8 svart drottning · f8 svart torn · g8 svart kung · a7 svart bonde · b7 svart bonde · f7 svart bonde · g7 svart bonde · h7 svart bonde · e6 svart bonde · f6 svart springare · c5 svart bonde · d5 svart bonde · b4 svart löpare · c4 vit bonde · d4 vit bonde · c3 vit springare · d3 vit löpare · e3 vit bonde · f3 vit springare · a2 vit bonde · b2 vit bonde · f2 vit bonde · g2 vit bonde · h2 vit bonde · a1 vit torn · c1 vit löpare · d1 vit drottning · f1 vit torn · g1 vit kung | 5 |
| 4 | a8 svart torn · b8 svart springare · c8 svart löpare · d8 svart drottning · f8 svart torn · g8 svart kung · a7 svart bonde · b7 svart bonde · f7 svart bonde · g7 svart bonde · h7 svart bonde · e6 svart bonde · f6 svart springare · c5 svart bonde · d5 svart bonde · b4 svart löpare · c4 vit bonde · d4 vit bonde · c3 vit springare · d3 vit löpare · e3 vit bonde · f3 vit springare · a2 vit bonde · b2 vit bonde · f2 vit bonde · g2 vit bonde · h2 vit bonde · a1 vit torn · c1 vit löpare · d1 vit drottning · f1 vit torn · g1 vit kung | a8 svart torn · b8 svart springare · c8 svart löpare · d8 svart drottning · f8 svart torn · g8 svart kung · a7 svart bonde · b7 svart bonde · f7 svart bonde · g7 svart bonde · h7 svart bonde · e6 svart bonde · f6 svart springare · c5 svart bonde · d5 svart bonde · b4 svart löpare · c4 vit bonde · d4 vit bonde · c3 vit springare · d3 vit löpare · e3 vit bonde · f3 vit springare · a2 vit bonde · b2 vit bonde · f2 vit bonde · g2 vit bonde · h2 vit bonde · a1 vit torn · c1 vit löpare · d1 vit drottning · f1 vit torn · g1 vit kung | a8 svart torn · b8 svart springare · c8 svart löpare · d8 svart drottning · f8 svart torn · g8 svart kung · a7 svart bonde · b7 svart bonde · f7 svart bonde · g7 svart bonde · h7 svart bonde · e6 svart bonde · f6 svart springare · c5 svart bonde · d5 svart bonde · b4 svart löpare · c4 vit bonde · d4 vit bonde · c3 vit springare · d3 vit löpare · e3 vit bonde · f3 vit springare · a2 vit bonde · b2 vit bonde · f2 vit bonde · g2 vit bonde · h2 vit bonde · a1 vit torn · c1 vit löpare · d1 vit drottning · f1 vit torn · g1 vit kung | a8 svart torn · b8 svart springare · c8 svart löpare · d8 svart drottning · f8 svart torn · g8 svart kung · a7 svart bonde · b7 svart bonde · f7 svart bonde · g7 svart bonde · h7 svart bonde · e6 svart bonde · f6 svart springare · c5 svart bonde · d5 svart bonde · b4 svart löpare · c4 vit bonde · d4 vit bonde · c3 vit springare · d3 vit löpare · e3 vit bonde · f3 vit springare · a2 vit bonde · b2 vit bonde · f2 vit bonde · g2 vit bonde · h2 vit bonde · a1 vit torn · c1 vit löpare · d1 vit drottning · f1 vit torn · g1 vit kung | a8 svart torn · b8 svart springare · c8 svart löpare · d8 svart drottning · f8 svart torn · g8 svart kung · a7 svart bonde · b7 svart bonde · f7 svart bonde · g7 svart bonde · h7 svart bonde · e6 svart bonde · f6 svart springare · c5 svart bonde · d5 svart bonde · b4 svart löpare · c4 vit bonde · d4 vit bonde · c3 vit springare · d3 vit löpare · e3 vit bonde · f3 vit springare · a2 vit bonde · b2 vit bonde · f2 vit bonde · g2 vit bonde · h2 vit bonde · a1 vit torn · c1 vit löpare · d1 vit drottning · f1 vit torn · g1 vit kung | a8 svart torn · b8 svart springare · c8 svart löpare · d8 svart drottning · f8 svart torn · g8 svart kung · a7 svart bonde · b7 svart bonde · f7 svart bonde · g7 svart bonde · h7 svart bonde · e6 svart bonde · f6 svart springare · c5 svart bonde · d5 svart bonde · b4 svart löpare · c4 vit bonde · d4 vit bonde · c3 vit springare · d3 vit löpare · e3 vit bonde · f3 vit springare · a2 vit bonde · b2 vit bonde · f2 vit bonde · g2 vit bonde · h2 vit bonde · a1 vit torn · c1 vit löpare · d1 vit drottning · f1 vit torn · g1 vit kung | a8 svart torn · b8 svart springare · c8 svart löpare · d8 svart drottning · f8 svart torn · g8 svart kung · a7 svart bonde · b7 svart bonde · f7 svart bonde · g7 svart bonde · h7 svart bonde · e6 svart bonde · f6 svart springare · c5 svart bonde · d5 svart bonde · b4 svart löpare · c4 vit bonde · d4 vit bonde · c3 vit springare · d3 vit löpare · e3 vit bonde · f3 vit springare · a2 vit bonde · b2 vit bonde · f2 vit bonde · g2 vit bonde · h2 vit bonde · a1 vit torn · c1 vit löpare · d1 vit drottning · f1 vit torn · g1 vit kung | a8 svart torn · b8 svart springare · c8 svart löpare · d8 svart drottning · f8 svart torn · g8 svart kung · a7 svart bonde · b7 svart bonde · f7 svart bonde · g7 svart bonde · h7 svart bonde · e6 svart bonde · f6 svart springare · c5 svart bonde · d5 svart bonde · b4 svart löpare · c4 vit bonde · d4 vit bonde · c3 vit springare · d3 vit löpare · e3 vit bonde · f3 vit springare · a2 vit bonde · b2 vit bonde · f2 vit bonde · g2 vit bonde · h2 vit bonde · a1 vit torn · c1 vit löpare · d1 vit drottning · f1 vit torn · g1 vit kung | 4 |
| 3 | a8 svart torn · b8 svart springare · c8 svart löpare · d8 svart drottning · f8 svart torn · g8 svart kung · a7 svart bonde · b7 svart bonde · f7 svart bonde · g7 svart bonde · h7 svart bonde · e6 svart bonde · f6 svart springare · c5 svart bonde · d5 svart bonde · b4 svart löpare · c4 vit bonde · d4 vit bonde · c3 vit springare · d3 vit löpare · e3 vit bonde · f3 vit springare · a2 vit bonde · b2 vit bonde · f2 vit bonde · g2 vit bonde · h2 vit bonde · a1 vit torn · c1 vit löpare · d1 vit drottning · f1 vit torn · g1 vit kung | a8 svart torn · b8 svart springare · c8 svart löpare · d8 svart drottning · f8 svart torn · g8 svart kung · a7 svart bonde · b7 svart bonde · f7 svart bonde · g7 svart bonde · h7 svart bonde · e6 svart bonde · f6 svart springare · c5 svart bonde · d5 svart bonde · b4 svart löpare · c4 vit bonde · d4 vit bonde · c3 vit springare · d3 vit löpare · e3 vit bonde · f3 vit springare · a2 vit bonde · b2 vit bonde · f2 vit bonde · g2 vit bonde · h2 vit bonde · a1 vit torn · c1 vit löpare · d1 vit drottning · f1 vit torn · g1 vit kung | a8 svart torn · b8 svart springare · c8 svart löpare · d8 svart drottning · f8 svart torn · g8 svart kung · a7 svart bonde · b7 svart bonde · f7 svart bonde · g7 svart bonde · h7 svart bonde · e6 svart bonde · f6 svart springare · c5 svart bonde · d5 svart bonde · b4 svart löpare · c4 vit bonde · d4 vit bonde · c3 vit springare · d3 vit löpare · e3 vit bonde · f3 vit springare · a2 vit bonde · b2 vit bonde · f2 vit bonde · g2 vit bonde · h2 vit bonde · a1 vit torn · c1 vit löpare · d1 vit drottning · f1 vit torn · g1 vit kung | a8 svart torn · b8 svart springare · c8 svart löpare · d8 svart drottning · f8 svart torn · g8 svart kung · a7 svart bonde · b7 svart bonde · f7 svart bonde · g7 svart bonde · h7 svart bonde · e6 svart bonde · f6 svart springare · c5 svart bonde · d5 svart bonde · b4 svart löpare · c4 vit bonde · d4 vit bonde · c3 vit springare · d3 vit löpare · e3 vit bonde · f3 vit springare · a2 vit bonde · b2 vit bonde · f2 vit bonde · g2 vit bonde · h2 vit bonde · a1 vit torn · c1 vit löpare · d1 vit drottning · f1 vit torn · g1 vit kung | a8 svart torn · b8 svart springare · c8 svart löpare · d8 svart drottning · f8 svart torn · g8 svart kung · a7 svart bonde · b7 svart bonde · f7 svart bonde · g7 svart bonde · h7 svart bonde · e6 svart bonde · f6 svart springare · c5 svart bonde · d5 svart bonde · b4 svart löpare · c4 vit bonde · d4 vit bonde · c3 vit springare · d3 vit löpare · e3 vit bonde · f3 vit springare · a2 vit bonde · b2 vit bonde · f2 vit bonde · g2 vit bonde · h2 vit bonde · a1 vit torn · c1 vit löpare · d1 vit drottning · f1 vit torn · g1 vit kung | a8 svart torn · b8 svart springare · c8 svart löpare · d8 svart drottning · f8 svart torn · g8 svart kung · a7 svart bonde · b7 svart bonde · f7 svart bonde · g7 svart bonde · h7 svart bonde · e6 svart bonde · f6 svart springare · c5 svart bonde · d5 svart bonde · b4 svart löpare · c4 vit bonde · d4 vit bonde · c3 vit springare · d3 vit löpare · e3 vit bonde · f3 vit springare · a2 vit bonde · b2 vit bonde · f2 vit bonde · g2 vit bonde · h2 vit bonde · a1 vit torn · c1 vit löpare · d1 vit drottning · f1 vit torn · g1 vit kung | a8 svart torn · b8 svart springare · c8 svart löpare · d8 svart drottning · f8 svart torn · g8 svart kung · a7 svart bonde · b7 svart bonde · f7 svart bonde · g7 svart bonde · h7 svart bonde · e6 svart bonde · f6 svart springare · c5 svart bonde · d5 svart bonde · b4 svart löpare · c4 vit bonde · d4 vit bonde · c3 vit springare · d3 vit löpare · e3 vit bonde · f3 vit springare · a2 vit bonde · b2 vit bonde · f2 vit bonde · g2 vit bonde · h2 vit bonde · a1 vit torn · c1 vit löpare · d1 vit drottning · f1 vit torn · g1 vit kung | a8 svart torn · b8 svart springare · c8 svart löpare · d8 svart drottning · f8 svart torn · g8 svart kung · a7 svart bonde · b7 svart bonde · f7 svart bonde · g7 svart bonde · h7 svart bonde · e6 svart bonde · f6 svart springare · c5 svart bonde · d5 svart bonde · b4 svart löpare · c4 vit bonde · d4 vit bonde · c3 vit springare · d3 vit löpare · e3 vit bonde · f3 vit springare · a2 vit bonde · b2 vit bonde · f2 vit bonde · g2 vit bonde · h2 vit bonde · a1 vit torn · c1 vit löpare · d1 vit drottning · f1 vit torn · g1 vit kung | 3 |
| 2 | a8 svart torn · b8 svart springare · c8 svart löpare · d8 svart drottning · f8 svart torn · g8 svart kung · a7 svart bonde · b7 svart bonde · f7 svart bonde · g7 svart bonde · h7 svart bonde · e6 svart bonde · f6 svart springare · c5 svart bonde · d5 svart bonde · b4 svart löpare · c4 vit bonde · d4 vit bonde · c3 vit springare · d3 vit löpare · e3 vit bonde · f3 vit springare · a2 vit bonde · b2 vit bonde · f2 vit bonde · g2 vit bonde · h2 vit bonde · a1 vit torn · c1 vit löpare · d1 vit drottning · f1 vit torn · g1 vit kung | a8 svart torn · b8 svart springare · c8 svart löpare · d8 svart drottning · f8 svart torn · g8 svart kung · a7 svart bonde · b7 svart bonde · f7 svart bonde · g7 svart bonde · h7 svart bonde · e6 svart bonde · f6 svart springare · c5 svart bonde · d5 svart bonde · b4 svart löpare · c4 vit bonde · d4 vit bonde · c3 vit springare · d3 vit löpare · e3 vit bonde · f3 vit springare · a2 vit bonde · b2 vit bonde · f2 vit bonde · g2 vit bonde · h2 vit bonde · a1 vit torn · c1 vit löpare · d1 vit drottning · f1 vit torn · g1 vit kung | a8 svart torn · b8 svart springare · c8 svart löpare · d8 svart drottning · f8 svart torn · g8 svart kung · a7 svart bonde · b7 svart bonde · f7 svart bonde · g7 svart bonde · h7 svart bonde · e6 svart bonde · f6 svart springare · c5 svart bonde · d5 svart bonde · b4 svart löpare · c4 vit bonde · d4 vit bonde · c3 vit springare · d3 vit löpare · e3 vit bonde · f3 vit springare · a2 vit bonde · b2 vit bonde · f2 vit bonde · g2 vit bonde · h2 vit bonde · a1 vit torn · c1 vit löpare · d1 vit drottning · f1 vit torn · g1 vit kung | a8 svart torn · b8 svart springare · c8 svart löpare · d8 svart drottning · f8 svart torn · g8 svart kung · a7 svart bonde · b7 svart bonde · f7 svart bonde · g7 svart bonde · h7 svart bonde · e6 svart bonde · f6 svart springare · c5 svart bonde · d5 svart bonde · b4 svart löpare · c4 vit bonde · d4 vit bonde · c3 vit springare · d3 vit löpare · e3 vit bonde · f3 vit springare · a2 vit bonde · b2 vit bonde · f2 vit bonde · g2 vit bonde · h2 vit bonde · a1 vit torn · c1 vit löpare · d1 vit drottning · f1 vit torn · g1 vit kung | a8 svart torn · b8 svart springare · c8 svart löpare · d8 svart drottning · f8 svart torn · g8 svart kung · a7 svart bonde · b7 svart bonde · f7 svart bonde · g7 svart bonde · h7 svart bonde · e6 svart bonde · f6 svart springare · c5 svart bonde · d5 svart bonde · b4 svart löpare · c4 vit bonde · d4 vit bonde · c3 vit springare · d3 vit löpare · e3 vit bonde · f3 vit springare · a2 vit bonde · b2 vit bonde · f2 vit bonde · g2 vit bonde · h2 vit bonde · a1 vit torn · c1 vit löpare · d1 vit drottning · f1 vit torn · g1 vit kung | a8 svart torn · b8 svart springare · c8 svart löpare · d8 svart drottning · f8 svart torn · g8 svart kung · a7 svart bonde · b7 svart bonde · f7 svart bonde · g7 svart bonde · h7 svart bonde · e6 svart bonde · f6 svart springare · c5 svart bonde · d5 svart bonde · b4 svart löpare · c4 vit bonde · d4 vit bonde · c3 vit springare · d3 vit löpare · e3 vit bonde · f3 vit springare · a2 vit bonde · b2 vit bonde · f2 vit bonde · g2 vit bonde · h2 vit bonde · a1 vit torn · c1 vit löpare · d1 vit drottning · f1 vit torn · g1 vit kung | a8 svart torn · b8 svart springare · c8 svart löpare · d8 svart drottning · f8 svart torn · g8 svart kung · a7 svart bonde · b7 svart bonde · f7 svart bonde · g7 svart bonde · h7 svart bonde · e6 svart bonde · f6 svart springare · c5 svart bonde · d5 svart bonde · b4 svart löpare · c4 vit bonde · d4 vit bonde · c3 vit springare · d3 vit löpare · e3 vit bonde · f3 vit springare · a2 vit bonde · b2 vit bonde · f2 vit bonde · g2 vit bonde · h2 vit bonde · a1 vit torn · c1 vit löpare · d1 vit drottning · f1 vit torn · g1 vit kung | a8 svart torn · b8 svart springare · c8 svart löpare · d8 svart drottning · f8 svart torn · g8 svart kung · a7 svart bonde · b7 svart bonde · f7 svart bonde · g7 svart bonde · h7 svart bonde · e6 svart bonde · f6 svart springare · c5 svart bonde · d5 svart bonde · b4 svart löpare · c4 vit bonde · d4 vit bonde · c3 vit springare · d3 vit löpare · e3 vit bonde · f3 vit springare · a2 vit bonde · b2 vit bonde · f2 vit bonde · g2 vit bonde · h2 vit bonde · a1 vit torn · c1 vit löpare · d1 vit drottning · f1 vit torn · g1 vit kung | 2 |
| 1 | a8 svart torn · b8 svart springare · c8 svart löpare · d8 svart drottning · f8 svart torn · g8 svart kung · a7 svart bonde · b7 svart bonde · f7 svart bonde · g7 svart bonde · h7 svart bonde · e6 svart bonde · f6 svart springare · c5 svart bonde · d5 svart bonde · b4 svart löpare · c4 vit bonde · d4 vit bonde · c3 vit springare · d3 vit löpare · e3 vit bonde · f3 vit springare · a2 vit bonde · b2 vit bonde · f2 vit bonde · g2 vit bonde · h2 vit bonde · a1 vit torn · c1 vit löpare · d1 vit drottning · f1 vit torn · g1 vit kung | a8 svart torn · b8 svart springare · c8 svart löpare · d8 svart drottning · f8 svart torn · g8 svart kung · a7 svart bonde · b7 svart bonde · f7 svart bonde · g7 svart bonde · h7 svart bonde · e6 svart bonde · f6 svart springare · c5 svart bonde · d5 svart bonde · b4 svart löpare · c4 vit bonde · d4 vit bonde · c3 vit springare · d3 vit löpare · e3 vit bonde · f3 vit springare · a2 vit bonde · b2 vit bonde · f2 vit bonde · g2 vit bonde · h2 vit bonde · a1 vit torn · c1 vit löpare · d1 vit drottning · f1 vit torn · g1 vit kung | a8 svart torn · b8 svart springare · c8 svart löpare · d8 svart drottning · f8 svart torn · g8 svart kung · a7 svart bonde · b7 svart bonde · f7 svart bonde · g7 svart bonde · h7 svart bonde · e6 svart bonde · f6 svart springare · c5 svart bonde · d5 svart bonde · b4 svart löpare · c4 vit bonde · d4 vit bonde · c3 vit springare · d3 vit löpare · e3 vit bonde · f3 vit springare · a2 vit bonde · b2 vit bonde · f2 vit bonde · g2 vit bonde · h2 vit bonde · a1 vit torn · c1 vit löpare · d1 vit drottning · f1 vit torn · g1 vit kung | a8 svart torn · b8 svart springare · c8 svart löpare · d8 svart drottning · f8 svart torn · g8 svart kung · a7 svart bonde · b7 svart bonde · f7 svart bonde · g7 svart bonde · h7 svart bonde · e6 svart bonde · f6 svart springare · c5 svart bonde · d5 svart bonde · b4 svart löpare · c4 vit bonde · d4 vit bonde · c3 vit springare · d3 vit löpare · e3 vit bonde · f3 vit springare · a2 vit bonde · b2 vit bonde · f2 vit bonde · g2 vit bonde · h2 vit bonde · a1 vit torn · c1 vit löpare · d1 vit drottning · f1 vit torn · g1 vit kung | a8 svart torn · b8 svart springare · c8 svart löpare · d8 svart drottning · f8 svart torn · g8 svart kung · a7 svart bonde · b7 svart bonde · f7 svart bonde · g7 svart bonde · h7 svart bonde · e6 svart bonde · f6 svart springare · c5 svart bonde · d5 svart bonde · b4 svart löpare · c4 vit bonde · d4 vit bonde · c3 vit springare · d3 vit löpare · e3 vit bonde · f3 vit springare · a2 vit bonde · b2 vit bonde · f2 vit bonde · g2 vit bonde · h2 vit bonde · a1 vit torn · c1 vit löpare · d1 vit drottning · f1 vit torn · g1 vit kung | a8 svart torn · b8 svart springare · c8 svart löpare · d8 svart drottning · f8 svart torn · g8 svart kung · a7 svart bonde · b7 svart bonde · f7 svart bonde · g7 svart bonde · h7 svart bonde · e6 svart bonde · f6 svart springare · c5 svart bonde · d5 svart bonde · b4 svart löpare · c4 vit bonde · d4 vit bonde · c3 vit springare · d3 vit löpare · e3 vit bonde · f3 vit springare · a2 vit bonde · b2 vit bonde · f2 vit bonde · g2 vit bonde · h2 vit bonde · a1 vit torn · c1 vit löpare · d1 vit drottning · f1 vit torn · g1 vit kung | a8 svart torn · b8 svart springare · c8 svart löpare · d8 svart drottning · f8 svart torn · g8 svart kung · a7 svart bonde · b7 svart bonde · f7 svart bonde · g7 svart bonde · h7 svart bonde · e6 svart bonde · f6 svart springare · c5 svart bonde · d5 svart bonde · b4 svart löpare · c4 vit bonde · d4 vit bonde · c3 vit springare · d3 vit löpare · e3 vit bonde · f3 vit springare · a2 vit bonde · b2 vit bonde · f2 vit bonde · g2 vit bonde · h2 vit bonde · a1 vit torn · c1 vit löpare · d1 vit drottning · f1 vit torn · g1 vit kung | a8 svart torn · b8 svart springare · c8 svart löpare · d8 svart drottning · f8 svart torn · g8 svart kung · a7 svart bonde · b7 svart bonde · f7 svart bonde · g7 svart bonde · h7 svart bonde · e6 svart bonde · f6 svart springare · c5 svart bonde · d5 svart bonde · b4 svart löpare · c4 vit bonde · d4 vit bonde · c3 vit springare · d3 vit löpare · e3 vit bonde · f3 vit springare · a2 vit bonde · b2 vit bonde · f2 vit bonde · g2 vit bonde · h2 vit bonde · a1 vit torn · c1 vit löpare · d1 vit drottning · f1 vit torn · g1 vit kung | 1 |
|   | a | b | c | d | e | f | g | h |   |

I Rubinsteinsystemet (efter Akiba Rubinstein) som är vits vanligaste svar på nimzoindiskt, satsar vit på att snabbt utveckla sin kungsflygel. Efter 4.e3 är svarts huvuddrag 4...0-0, 4...c5 och 4...b6. Om svart spelar 4...d5 leder det oftast till någon av de andra varianterna via dragomkastning.

#### 4...0-0
Huvudspåret är 4...0–0 5.Ld3 d5 6.Sf3 c5 7.0–0 (se diagram). 
Vit har utvecklat kungsflygeln och svart har utmanat i centrum. De viktigaste fortsättningarna är nu:
- 7...Sc6 8.a3 Lxc3 9.bxc3 dxc4 10.Lxc4 Dc7 är huvudvarianten.
- 7...dxc4 8.Lxc4 Sbd7 9.De2 (Parmavarianten). Vit förbereder Td1 som understödjer en framryckning med d-bonden. Svart kan svara med 9...b6 eller 9...a6.
- 7...cxd4 8.exd4 dxc4 9.Lxc4 b6 10.Lg5 Lb7 (Karpovvarianten). Vit har en isolerad d-bonde men fritt pjässpel och kan fortsätta med Tc1, Te1, De2 eller Se5.

Ett annat sätt för vit att spela är att placera springaren på e2 i stället för f3, och på det sättet undvika en dubbelbonde om svart slår på c3. Det kan ske genom 5.Sge2 d5 6.a3 Le7 7.cxd5 exd5 (Reshevskyvarianten), eller genom 5.Ld3 d5 6.Se2 (moderna varianten).

#### 4...c5
Med 4...c5 trycker svart mot d4 och håller det öppet om han ska spela ...d5 eller inte. Om han gör det så går spelet i regel över i varianten ovan (med 4...0-0) men det finns andra möjligheter:
- 5.Ld3 Sc6 6.Sf3 Lxc3+ 7.bxc3 d6 med planen ...e5 (Hübnervarianten).

- 5.Sge2 (Rubinsteinvarianten, inte att förväxla med Rubinsteinsystemet som är alla varianter efter 4.e3). Vit undviker dubbelbonden och svart förbereder därför att dra tillbaka löparen till e7. 5...cxd4 6.exd4 0–0 (eller 6...d5 som normalt följs av 7.c5) 7.a3 Le7.

#### 4...b6
Med 4...b6 planerar svart att öka kontrollen över e4 genom att fianchettera löparen. Vit har två huvudfortsättningar:
- Efter 5.Sge2 kan svart fortsätta med 5...La6 6.a3 (Fischervarianten) eller med 5...c5 6.a3 La5 (Romanishin–Psakhis-varianten).
- Efter 5.Sf3 (5.Ld3 är normalt bara en dragomkastning) följer normalt 5...Lb7 6.Ld3 0-0 7.0-0 och nu kan svart välja mellan 7...d5 8.cxd5 exd5 9.a3 (Talvarianten) och 7... c5 8.Sa4 cxd4 9.exd4 (Keresvarianten).

### Klassiska varianten (4.Dc2)
|   | a | b | c | d | e | f | g | h |   |
| 8 | a8 svart torn · b8 svart springare · d8 svart drottning · f8 svart torn · g8 svart kung · a7 svart bonde · b7 svart löpare · c7 svart bonde · d7 svart bonde · f7 svart bonde · g7 svart bonde · h7 svart bonde · b6 svart bonde · e6 svart bonde · f6 svart springare · g5 vit löpare · c4 vit bonde · d4 vit bonde · a3 vit bonde · c3 vit drottning · b2 vit bonde · e2 vit bonde · f2 vit bonde · g2 vit bonde · h2 vit bonde · a1 vit torn · e1 vit kung · f1 vit löpare · g1 vit springare · h1 vit torn | a8 svart torn · b8 svart springare · d8 svart drottning · f8 svart torn · g8 svart kung · a7 svart bonde · b7 svart löpare · c7 svart bonde · d7 svart bonde · f7 svart bonde · g7 svart bonde · h7 svart bonde · b6 svart bonde · e6 svart bonde · f6 svart springare · g5 vit löpare · c4 vit bonde · d4 vit bonde · a3 vit bonde · c3 vit drottning · b2 vit bonde · e2 vit bonde · f2 vit bonde · g2 vit bonde · h2 vit bonde · a1 vit torn · e1 vit kung · f1 vit löpare · g1 vit springare · h1 vit torn | a8 svart torn · b8 svart springare · d8 svart drottning · f8 svart torn · g8 svart kung · a7 svart bonde · b7 svart löpare · c7 svart bonde · d7 svart bonde · f7 svart bonde · g7 svart bonde · h7 svart bonde · b6 svart bonde · e6 svart bonde · f6 svart springare · g5 vit löpare · c4 vit bonde · d4 vit bonde · a3 vit bonde · c3 vit drottning · b2 vit bonde · e2 vit bonde · f2 vit bonde · g2 vit bonde · h2 vit bonde · a1 vit torn · e1 vit kung · f1 vit löpare · g1 vit springare · h1 vit torn | a8 svart torn · b8 svart springare · d8 svart drottning · f8 svart torn · g8 svart kung · a7 svart bonde · b7 svart löpare · c7 svart bonde · d7 svart bonde · f7 svart bonde · g7 svart bonde · h7 svart bonde · b6 svart bonde · e6 svart bonde · f6 svart springare · g5 vit löpare · c4 vit bonde · d4 vit bonde · a3 vit bonde · c3 vit drottning · b2 vit bonde · e2 vit bonde · f2 vit bonde · g2 vit bonde · h2 vit bonde · a1 vit torn · e1 vit kung · f1 vit löpare · g1 vit springare · h1 vit torn | a8 svart torn · b8 svart springare · d8 svart drottning · f8 svart torn · g8 svart kung · a7 svart bonde · b7 svart löpare · c7 svart bonde · d7 svart bonde · f7 svart bonde · g7 svart bonde · h7 svart bonde · b6 svart bonde · e6 svart bonde · f6 svart springare · g5 vit löpare · c4 vit bonde · d4 vit bonde · a3 vit bonde · c3 vit drottning · b2 vit bonde · e2 vit bonde · f2 vit bonde · g2 vit bonde · h2 vit bonde · a1 vit torn · e1 vit kung · f1 vit löpare · g1 vit springare · h1 vit torn | a8 svart torn · b8 svart springare · d8 svart drottning · f8 svart torn · g8 svart kung · a7 svart bonde · b7 svart löpare · c7 svart bonde · d7 svart bonde · f7 svart bonde · g7 svart bonde · h7 svart bonde · b6 svart bonde · e6 svart bonde · f6 svart springare · g5 vit löpare · c4 vit bonde · d4 vit bonde · a3 vit bonde · c3 vit drottning · b2 vit bonde · e2 vit bonde · f2 vit bonde · g2 vit bonde · h2 vit bonde · a1 vit torn · e1 vit kung · f1 vit löpare · g1 vit springare · h1 vit torn | a8 svart torn · b8 svart springare · d8 svart drottning · f8 svart torn · g8 svart kung · a7 svart bonde · b7 svart löpare · c7 svart bonde · d7 svart bonde · f7 svart bonde · g7 svart bonde · h7 svart bonde · b6 svart bonde · e6 svart bonde · f6 svart springare · g5 vit löpare · c4 vit bonde · d4 vit bonde · a3 vit bonde · c3 vit drottning · b2 vit bonde · e2 vit bonde · f2 vit bonde · g2 vit bonde · h2 vit bonde · a1 vit torn · e1 vit kung · f1 vit löpare · g1 vit springare · h1 vit torn | a8 svart torn · b8 svart springare · d8 svart drottning · f8 svart torn · g8 svart kung · a7 svart bonde · b7 svart löpare · c7 svart bonde · d7 svart bonde · f7 svart bonde · g7 svart bonde · h7 svart bonde · b6 svart bonde · e6 svart bonde · f6 svart springare · g5 vit löpare · c4 vit bonde · d4 vit bonde · a3 vit bonde · c3 vit drottning · b2 vit bonde · e2 vit bonde · f2 vit bonde · g2 vit bonde · h2 vit bonde · a1 vit torn · e1 vit kung · f1 vit löpare · g1 vit springare · h1 vit torn | 8 |
| 7 | a8 svart torn · b8 svart springare · d8 svart drottning · f8 svart torn · g8 svart kung · a7 svart bonde · b7 svart löpare · c7 svart bonde · d7 svart bonde · f7 svart bonde · g7 svart bonde · h7 svart bonde · b6 svart bonde · e6 svart bonde · f6 svart springare · g5 vit löpare · c4 vit bonde · d4 vit bonde · a3 vit bonde · c3 vit drottning · b2 vit bonde · e2 vit bonde · f2 vit bonde · g2 vit bonde · h2 vit bonde · a1 vit torn · e1 vit kung · f1 vit löpare · g1 vit springare · h1 vit torn | a8 svart torn · b8 svart springare · d8 svart drottning · f8 svart torn · g8 svart kung · a7 svart bonde · b7 svart löpare · c7 svart bonde · d7 svart bonde · f7 svart bonde · g7 svart bonde · h7 svart bonde · b6 svart bonde · e6 svart bonde · f6 svart springare · g5 vit löpare · c4 vit bonde · d4 vit bonde · a3 vit bonde · c3 vit drottning · b2 vit bonde · e2 vit bonde · f2 vit bonde · g2 vit bonde · h2 vit bonde · a1 vit torn · e1 vit kung · f1 vit löpare · g1 vit springare · h1 vit torn | a8 svart torn · b8 svart springare · d8 svart drottning · f8 svart torn · g8 svart kung · a7 svart bonde · b7 svart löpare · c7 svart bonde · d7 svart bonde · f7 svart bonde · g7 svart bonde · h7 svart bonde · b6 svart bonde · e6 svart bonde · f6 svart springare · g5 vit löpare · c4 vit bonde · d4 vit bonde · a3 vit bonde · c3 vit drottning · b2 vit bonde · e2 vit bonde · f2 vit bonde · g2 vit bonde · h2 vit bonde · a1 vit torn · e1 vit kung · f1 vit löpare · g1 vit springare · h1 vit torn | a8 svart torn · b8 svart springare · d8 svart drottning · f8 svart torn · g8 svart kung · a7 svart bonde · b7 svart löpare · c7 svart bonde · d7 svart bonde · f7 svart bonde · g7 svart bonde · h7 svart bonde · b6 svart bonde · e6 svart bonde · f6 svart springare · g5 vit löpare · c4 vit bonde · d4 vit bonde · a3 vit bonde · c3 vit drottning · b2 vit bonde · e2 vit bonde · f2 vit bonde · g2 vit bonde · h2 vit bonde · a1 vit torn · e1 vit kung · f1 vit löpare · g1 vit springare · h1 vit torn | a8 svart torn · b8 svart springare · d8 svart drottning · f8 svart torn · g8 svart kung · a7 svart bonde · b7 svart löpare · c7 svart bonde · d7 svart bonde · f7 svart bonde · g7 svart bonde · h7 svart bonde · b6 svart bonde · e6 svart bonde · f6 svart springare · g5 vit löpare · c4 vit bonde · d4 vit bonde · a3 vit bonde · c3 vit drottning · b2 vit bonde · e2 vit bonde · f2 vit bonde · g2 vit bonde · h2 vit bonde · a1 vit torn · e1 vit kung · f1 vit löpare · g1 vit springare · h1 vit torn | a8 svart torn · b8 svart springare · d8 svart drottning · f8 svart torn · g8 svart kung · a7 svart bonde · b7 svart löpare · c7 svart bonde · d7 svart bonde · f7 svart bonde · g7 svart bonde · h7 svart bonde · b6 svart bonde · e6 svart bonde · f6 svart springare · g5 vit löpare · c4 vit bonde · d4 vit bonde · a3 vit bonde · c3 vit drottning · b2 vit bonde · e2 vit bonde · f2 vit bonde · g2 vit bonde · h2 vit bonde · a1 vit torn · e1 vit kung · f1 vit löpare · g1 vit springare · h1 vit torn | a8 svart torn · b8 svart springare · d8 svart drottning · f8 svart torn · g8 svart kung · a7 svart bonde · b7 svart löpare · c7 svart bonde · d7 svart bonde · f7 svart bonde · g7 svart bonde · h7 svart bonde · b6 svart bonde · e6 svart bonde · f6 svart springare · g5 vit löpare · c4 vit bonde · d4 vit bonde · a3 vit bonde · c3 vit drottning · b2 vit bonde · e2 vit bonde · f2 vit bonde · g2 vit bonde · h2 vit bonde · a1 vit torn · e1 vit kung · f1 vit löpare · g1 vit springare · h1 vit torn | a8 svart torn · b8 svart springare · d8 svart drottning · f8 svart torn · g8 svart kung · a7 svart bonde · b7 svart löpare · c7 svart bonde · d7 svart bonde · f7 svart bonde · g7 svart bonde · h7 svart bonde · b6 svart bonde · e6 svart bonde · f6 svart springare · g5 vit löpare · c4 vit bonde · d4 vit bonde · a3 vit bonde · c3 vit drottning · b2 vit bonde · e2 vit bonde · f2 vit bonde · g2 vit bonde · h2 vit bonde · a1 vit torn · e1 vit kung · f1 vit löpare · g1 vit springare · h1 vit torn | 7 |
| 6 | a8 svart torn · b8 svart springare · d8 svart drottning · f8 svart torn · g8 svart kung · a7 svart bonde · b7 svart löpare · c7 svart bonde · d7 svart bonde · f7 svart bonde · g7 svart bonde · h7 svart bonde · b6 svart bonde · e6 svart bonde · f6 svart springare · g5 vit löpare · c4 vit bonde · d4 vit bonde · a3 vit bonde · c3 vit drottning · b2 vit bonde · e2 vit bonde · f2 vit bonde · g2 vit bonde · h2 vit bonde · a1 vit torn · e1 vit kung · f1 vit löpare · g1 vit springare · h1 vit torn | a8 svart torn · b8 svart springare · d8 svart drottning · f8 svart torn · g8 svart kung · a7 svart bonde · b7 svart löpare · c7 svart bonde · d7 svart bonde · f7 svart bonde · g7 svart bonde · h7 svart bonde · b6 svart bonde · e6 svart bonde · f6 svart springare · g5 vit löpare · c4 vit bonde · d4 vit bonde · a3 vit bonde · c3 vit drottning · b2 vit bonde · e2 vit bonde · f2 vit bonde · g2 vit bonde · h2 vit bonde · a1 vit torn · e1 vit kung · f1 vit löpare · g1 vit springare · h1 vit torn | a8 svart torn · b8 svart springare · d8 svart drottning · f8 svart torn · g8 svart kung · a7 svart bonde · b7 svart löpare · c7 svart bonde · d7 svart bonde · f7 svart bonde · g7 svart bonde · h7 svart bonde · b6 svart bonde · e6 svart bonde · f6 svart springare · g5 vit löpare · c4 vit bonde · d4 vit bonde · a3 vit bonde · c3 vit drottning · b2 vit bonde · e2 vit bonde · f2 vit bonde · g2 vit bonde · h2 vit bonde · a1 vit torn · e1 vit kung · f1 vit löpare · g1 vit springare · h1 vit torn | a8 svart torn · b8 svart springare · d8 svart drottning · f8 svart torn · g8 svart kung · a7 svart bonde · b7 svart löpare · c7 svart bonde · d7 svart bonde · f7 svart bonde · g7 svart bonde · h7 svart bonde · b6 svart bonde · e6 svart bonde · f6 svart springare · g5 vit löpare · c4 vit bonde · d4 vit bonde · a3 vit bonde · c3 vit drottning · b2 vit bonde · e2 vit bonde · f2 vit bonde · g2 vit bonde · h2 vit bonde · a1 vit torn · e1 vit kung · f1 vit löpare · g1 vit springare · h1 vit torn | a8 svart torn · b8 svart springare · d8 svart drottning · f8 svart torn · g8 svart kung · a7 svart bonde · b7 svart löpare · c7 svart bonde · d7 svart bonde · f7 svart bonde · g7 svart bonde · h7 svart bonde · b6 svart bonde · e6 svart bonde · f6 svart springare · g5 vit löpare · c4 vit bonde · d4 vit bonde · a3 vit bonde · c3 vit drottning · b2 vit bonde · e2 vit bonde · f2 vit bonde · g2 vit bonde · h2 vit bonde · a1 vit torn · e1 vit kung · f1 vit löpare · g1 vit springare · h1 vit torn | a8 svart torn · b8 svart springare · d8 svart drottning · f8 svart torn · g8 svart kung · a7 svart bonde · b7 svart löpare · c7 svart bonde · d7 svart bonde · f7 svart bonde · g7 svart bonde · h7 svart bonde · b6 svart bonde · e6 svart bonde · f6 svart springare · g5 vit löpare · c4 vit bonde · d4 vit bonde · a3 vit bonde · c3 vit drottning · b2 vit bonde · e2 vit bonde · f2 vit bonde · g2 vit bonde · h2 vit bonde · a1 vit torn · e1 vit kung · f1 vit löpare · g1 vit springare · h1 vit torn | a8 svart torn · b8 svart springare · d8 svart drottning · f8 svart torn · g8 svart kung · a7 svart bonde · b7 svart löpare · c7 svart bonde · d7 svart bonde · f7 svart bonde · g7 svart bonde · h7 svart bonde · b6 svart bonde · e6 svart bonde · f6 svart springare · g5 vit löpare · c4 vit bonde · d4 vit bonde · a3 vit bonde · c3 vit drottning · b2 vit bonde · e2 vit bonde · f2 vit bonde · g2 vit bonde · h2 vit bonde · a1 vit torn · e1 vit kung · f1 vit löpare · g1 vit springare · h1 vit torn | a8 svart torn · b8 svart springare · d8 svart drottning · f8 svart torn · g8 svart kung · a7 svart bonde · b7 svart löpare · c7 svart bonde · d7 svart bonde · f7 svart bonde · g7 svart bonde · h7 svart bonde · b6 svart bonde · e6 svart bonde · f6 svart springare · g5 vit löpare · c4 vit bonde · d4 vit bonde · a3 vit bonde · c3 vit drottning · b2 vit bonde · e2 vit bonde · f2 vit bonde · g2 vit bonde · h2 vit bonde · a1 vit torn · e1 vit kung · f1 vit löpare · g1 vit springare · h1 vit torn | 6 |
| 5 | a8 svart torn · b8 svart springare · d8 svart drottning · f8 svart torn · g8 svart kung · a7 svart bonde · b7 svart löpare · c7 svart bonde · d7 svart bonde · f7 svart bonde · g7 svart bonde · h7 svart bonde · b6 svart bonde · e6 svart bonde · f6 svart springare · g5 vit löpare · c4 vit bonde · d4 vit bonde · a3 vit bonde · c3 vit drottning · b2 vit bonde · e2 vit bonde · f2 vit bonde · g2 vit bonde · h2 vit bonde · a1 vit torn · e1 vit kung · f1 vit löpare · g1 vit springare · h1 vit torn | a8 svart torn · b8 svart springare · d8 svart drottning · f8 svart torn · g8 svart kung · a7 svart bonde · b7 svart löpare · c7 svart bonde · d7 svart bonde · f7 svart bonde · g7 svart bonde · h7 svart bonde · b6 svart bonde · e6 svart bonde · f6 svart springare · g5 vit löpare · c4 vit bonde · d4 vit bonde · a3 vit bonde · c3 vit drottning · b2 vit bonde · e2 vit bonde · f2 vit bonde · g2 vit bonde · h2 vit bonde · a1 vit torn · e1 vit kung · f1 vit löpare · g1 vit springare · h1 vit torn | a8 svart torn · b8 svart springare · d8 svart drottning · f8 svart torn · g8 svart kung · a7 svart bonde · b7 svart löpare · c7 svart bonde · d7 svart bonde · f7 svart bonde · g7 svart bonde · h7 svart bonde · b6 svart bonde · e6 svart bonde · f6 svart springare · g5 vit löpare · c4 vit bonde · d4 vit bonde · a3 vit bonde · c3 vit drottning · b2 vit bonde · e2 vit bonde · f2 vit bonde · g2 vit bonde · h2 vit bonde · a1 vit torn · e1 vit kung · f1 vit löpare · g1 vit springare · h1 vit torn | a8 svart torn · b8 svart springare · d8 svart drottning · f8 svart torn · g8 svart kung · a7 svart bonde · b7 svart löpare · c7 svart bonde · d7 svart bonde · f7 svart bonde · g7 svart bonde · h7 svart bonde · b6 svart bonde · e6 svart bonde · f6 svart springare · g5 vit löpare · c4 vit bonde · d4 vit bonde · a3 vit bonde · c3 vit drottning · b2 vit bonde · e2 vit bonde · f2 vit bonde · g2 vit bonde · h2 vit bonde · a1 vit torn · e1 vit kung · f1 vit löpare · g1 vit springare · h1 vit torn | a8 svart torn · b8 svart springare · d8 svart drottning · f8 svart torn · g8 svart kung · a7 svart bonde · b7 svart löpare · c7 svart bonde · d7 svart bonde · f7 svart bonde · g7 svart bonde · h7 svart bonde · b6 svart bonde · e6 svart bonde · f6 svart springare · g5 vit löpare · c4 vit bonde · d4 vit bonde · a3 vit bonde · c3 vit drottning · b2 vit bonde · e2 vit bonde · f2 vit bonde · g2 vit bonde · h2 vit bonde · a1 vit torn · e1 vit kung · f1 vit löpare · g1 vit springare · h1 vit torn | a8 svart torn · b8 svart springare · d8 svart drottning · f8 svart torn · g8 svart kung · a7 svart bonde · b7 svart löpare · c7 svart bonde · d7 svart bonde · f7 svart bonde · g7 svart bonde · h7 svart bonde · b6 svart bonde · e6 svart bonde · f6 svart springare · g5 vit löpare · c4 vit bonde · d4 vit bonde · a3 vit bonde · c3 vit drottning · b2 vit bonde · e2 vit bonde · f2 vit bonde · g2 vit bonde · h2 vit bonde · a1 vit torn · e1 vit kung · f1 vit löpare · g1 vit springare · h1 vit torn | a8 svart torn · b8 svart springare · d8 svart drottning · f8 svart torn · g8 svart kung · a7 svart bonde · b7 svart löpare · c7 svart bonde · d7 svart bonde · f7 svart bonde · g7 svart bonde · h7 svart bonde · b6 svart bonde · e6 svart bonde · f6 svart springare · g5 vit löpare · c4 vit bonde · d4 vit bonde · a3 vit bonde · c3 vit drottning · b2 vit bonde · e2 vit bonde · f2 vit bonde · g2 vit bonde · h2 vit bonde · a1 vit torn · e1 vit kung · f1 vit löpare · g1 vit springare · h1 vit torn | a8 svart torn · b8 svart springare · d8 svart drottning · f8 svart torn · g8 svart kung · a7 svart bonde · b7 svart löpare · c7 svart bonde · d7 svart bonde · f7 svart bonde · g7 svart bonde · h7 svart bonde · b6 svart bonde · e6 svart bonde · f6 svart springare · g5 vit löpare · c4 vit bonde · d4 vit bonde · a3 vit bonde · c3 vit drottning · b2 vit bonde · e2 vit bonde · f2 vit bonde · g2 vit bonde · h2 vit bonde · a1 vit torn · e1 vit kung · f1 vit löpare · g1 vit springare · h1 vit torn | 5 |
| 4 | a8 svart torn · b8 svart springare · d8 svart drottning · f8 svart torn · g8 svart kung · a7 svart bonde · b7 svart löpare · c7 svart bonde · d7 svart bonde · f7 svart bonde · g7 svart bonde · h7 svart bonde · b6 svart bonde · e6 svart bonde · f6 svart springare · g5 vit löpare · c4 vit bonde · d4 vit bonde · a3 vit bonde · c3 vit drottning · b2 vit bonde · e2 vit bonde · f2 vit bonde · g2 vit bonde · h2 vit bonde · a1 vit torn · e1 vit kung · f1 vit löpare · g1 vit springare · h1 vit torn | a8 svart torn · b8 svart springare · d8 svart drottning · f8 svart torn · g8 svart kung · a7 svart bonde · b7 svart löpare · c7 svart bonde · d7 svart bonde · f7 svart bonde · g7 svart bonde · h7 svart bonde · b6 svart bonde · e6 svart bonde · f6 svart springare · g5 vit löpare · c4 vit bonde · d4 vit bonde · a3 vit bonde · c3 vit drottning · b2 vit bonde · e2 vit bonde · f2 vit bonde · g2 vit bonde · h2 vit bonde · a1 vit torn · e1 vit kung · f1 vit löpare · g1 vit springare · h1 vit torn | a8 svart torn · b8 svart springare · d8 svart drottning · f8 svart torn · g8 svart kung · a7 svart bonde · b7 svart löpare · c7 svart bonde · d7 svart bonde · f7 svart bonde · g7 svart bonde · h7 svart bonde · b6 svart bonde · e6 svart bonde · f6 svart springare · g5 vit löpare · c4 vit bonde · d4 vit bonde · a3 vit bonde · c3 vit drottning · b2 vit bonde · e2 vit bonde · f2 vit bonde · g2 vit bonde · h2 vit bonde · a1 vit torn · e1 vit kung · f1 vit löpare · g1 vit springare · h1 vit torn | a8 svart torn · b8 svart springare · d8 svart drottning · f8 svart torn · g8 svart kung · a7 svart bonde · b7 svart löpare · c7 svart bonde · d7 svart bonde · f7 svart bonde · g7 svart bonde · h7 svart bonde · b6 svart bonde · e6 svart bonde · f6 svart springare · g5 vit löpare · c4 vit bonde · d4 vit bonde · a3 vit bonde · c3 vit drottning · b2 vit bonde · e2 vit bonde · f2 vit bonde · g2 vit bonde · h2 vit bonde · a1 vit torn · e1 vit kung · f1 vit löpare · g1 vit springare · h1 vit torn | a8 svart torn · b8 svart springare · d8 svart drottning · f8 svart torn · g8 svart kung · a7 svart bonde · b7 svart löpare · c7 svart bonde · d7 svart bonde · f7 svart bonde · g7 svart bonde · h7 svart bonde · b6 svart bonde · e6 svart bonde · f6 svart springare · g5 vit löpare · c4 vit bonde · d4 vit bonde · a3 vit bonde · c3 vit drottning · b2 vit bonde · e2 vit bonde · f2 vit bonde · g2 vit bonde · h2 vit bonde · a1 vit torn · e1 vit kung · f1 vit löpare · g1 vit springare · h1 vit torn | a8 svart torn · b8 svart springare · d8 svart drottning · f8 svart torn · g8 svart kung · a7 svart bonde · b7 svart löpare · c7 svart bonde · d7 svart bonde · f7 svart bonde · g7 svart bonde · h7 svart bonde · b6 svart bonde · e6 svart bonde · f6 svart springare · g5 vit löpare · c4 vit bonde · d4 vit bonde · a3 vit bonde · c3 vit drottning · b2 vit bonde · e2 vit bonde · f2 vit bonde · g2 vit bonde · h2 vit bonde · a1 vit torn · e1 vit kung · f1 vit löpare · g1 vit springare · h1 vit torn | a8 svart torn · b8 svart springare · d8 svart drottning · f8 svart torn · g8 svart kung · a7 svart bonde · b7 svart löpare · c7 svart bonde · d7 svart bonde · f7 svart bonde · g7 svart bonde · h7 svart bonde · b6 svart bonde · e6 svart bonde · f6 svart springare · g5 vit löpare · c4 vit bonde · d4 vit bonde · a3 vit bonde · c3 vit drottning · b2 vit bonde · e2 vit bonde · f2 vit bonde · g2 vit bonde · h2 vit bonde · a1 vit torn · e1 vit kung · f1 vit löpare · g1 vit springare · h1 vit torn | a8 svart torn · b8 svart springare · d8 svart drottning · f8 svart torn · g8 svart kung · a7 svart bonde · b7 svart löpare · c7 svart bonde · d7 svart bonde · f7 svart bonde · g7 svart bonde · h7 svart bonde · b6 svart bonde · e6 svart bonde · f6 svart springare · g5 vit löpare · c4 vit bonde · d4 vit bonde · a3 vit bonde · c3 vit drottning · b2 vit bonde · e2 vit bonde · f2 vit bonde · g2 vit bonde · h2 vit bonde · a1 vit torn · e1 vit kung · f1 vit löpare · g1 vit springare · h1 vit torn | 4 |
| 3 | a8 svart torn · b8 svart springare · d8 svart drottning · f8 svart torn · g8 svart kung · a7 svart bonde · b7 svart löpare · c7 svart bonde · d7 svart bonde · f7 svart bonde · g7 svart bonde · h7 svart bonde · b6 svart bonde · e6 svart bonde · f6 svart springare · g5 vit löpare · c4 vit bonde · d4 vit bonde · a3 vit bonde · c3 vit drottning · b2 vit bonde · e2 vit bonde · f2 vit bonde · g2 vit bonde · h2 vit bonde · a1 vit torn · e1 vit kung · f1 vit löpare · g1 vit springare · h1 vit torn | a8 svart torn · b8 svart springare · d8 svart drottning · f8 svart torn · g8 svart kung · a7 svart bonde · b7 svart löpare · c7 svart bonde · d7 svart bonde · f7 svart bonde · g7 svart bonde · h7 svart bonde · b6 svart bonde · e6 svart bonde · f6 svart springare · g5 vit löpare · c4 vit bonde · d4 vit bonde · a3 vit bonde · c3 vit drottning · b2 vit bonde · e2 vit bonde · f2 vit bonde · g2 vit bonde · h2 vit bonde · a1 vit torn · e1 vit kung · f1 vit löpare · g1 vit springare · h1 vit torn | a8 svart torn · b8 svart springare · d8 svart drottning · f8 svart torn · g8 svart kung · a7 svart bonde · b7 svart löpare · c7 svart bonde · d7 svart bonde · f7 svart bonde · g7 svart bonde · h7 svart bonde · b6 svart bonde · e6 svart bonde · f6 svart springare · g5 vit löpare · c4 vit bonde · d4 vit bonde · a3 vit bonde · c3 vit drottning · b2 vit bonde · e2 vit bonde · f2 vit bonde · g2 vit bonde · h2 vit bonde · a1 vit torn · e1 vit kung · f1 vit löpare · g1 vit springare · h1 vit torn | a8 svart torn · b8 svart springare · d8 svart drottning · f8 svart torn · g8 svart kung · a7 svart bonde · b7 svart löpare · c7 svart bonde · d7 svart bonde · f7 svart bonde · g7 svart bonde · h7 svart bonde · b6 svart bonde · e6 svart bonde · f6 svart springare · g5 vit löpare · c4 vit bonde · d4 vit bonde · a3 vit bonde · c3 vit drottning · b2 vit bonde · e2 vit bonde · f2 vit bonde · g2 vit bonde · h2 vit bonde · a1 vit torn · e1 vit kung · f1 vit löpare · g1 vit springare · h1 vit torn | a8 svart torn · b8 svart springare · d8 svart drottning · f8 svart torn · g8 svart kung · a7 svart bonde · b7 svart löpare · c7 svart bonde · d7 svart bonde · f7 svart bonde · g7 svart bonde · h7 svart bonde · b6 svart bonde · e6 svart bonde · f6 svart springare · g5 vit löpare · c4 vit bonde · d4 vit bonde · a3 vit bonde · c3 vit drottning · b2 vit bonde · e2 vit bonde · f2 vit bonde · g2 vit bonde · h2 vit bonde · a1 vit torn · e1 vit kung · f1 vit löpare · g1 vit springare · h1 vit torn | a8 svart torn · b8 svart springare · d8 svart drottning · f8 svart torn · g8 svart kung · a7 svart bonde · b7 svart löpare · c7 svart bonde · d7 svart bonde · f7 svart bonde · g7 svart bonde · h7 svart bonde · b6 svart bonde · e6 svart bonde · f6 svart springare · g5 vit löpare · c4 vit bonde · d4 vit bonde · a3 vit bonde · c3 vit drottning · b2 vit bonde · e2 vit bonde · f2 vit bonde · g2 vit bonde · h2 vit bonde · a1 vit torn · e1 vit kung · f1 vit löpare · g1 vit springare · h1 vit torn | a8 svart torn · b8 svart springare · d8 svart drottning · f8 svart torn · g8 svart kung · a7 svart bonde · b7 svart löpare · c7 svart bonde · d7 svart bonde · f7 svart bonde · g7 svart bonde · h7 svart bonde · b6 svart bonde · e6 svart bonde · f6 svart springare · g5 vit löpare · c4 vit bonde · d4 vit bonde · a3 vit bonde · c3 vit drottning · b2 vit bonde · e2 vit bonde · f2 vit bonde · g2 vit bonde · h2 vit bonde · a1 vit torn · e1 vit kung · f1 vit löpare · g1 vit springare · h1 vit torn | a8 svart torn · b8 svart springare · d8 svart drottning · f8 svart torn · g8 svart kung · a7 svart bonde · b7 svart löpare · c7 svart bonde · d7 svart bonde · f7 svart bonde · g7 svart bonde · h7 svart bonde · b6 svart bonde · e6 svart bonde · f6 svart springare · g5 vit löpare · c4 vit bonde · d4 vit bonde · a3 vit bonde · c3 vit drottning · b2 vit bonde · e2 vit bonde · f2 vit bonde · g2 vit bonde · h2 vit bonde · a1 vit torn · e1 vit kung · f1 vit löpare · g1 vit springare · h1 vit torn | 3 |
| 2 | a8 svart torn · b8 svart springare · d8 svart drottning · f8 svart torn · g8 svart kung · a7 svart bonde · b7 svart löpare · c7 svart bonde · d7 svart bonde · f7 svart bonde · g7 svart bonde · h7 svart bonde · b6 svart bonde · e6 svart bonde · f6 svart springare · g5 vit löpare · c4 vit bonde · d4 vit bonde · a3 vit bonde · c3 vit drottning · b2 vit bonde · e2 vit bonde · f2 vit bonde · g2 vit bonde · h2 vit bonde · a1 vit torn · e1 vit kung · f1 vit löpare · g1 vit springare · h1 vit torn | a8 svart torn · b8 svart springare · d8 svart drottning · f8 svart torn · g8 svart kung · a7 svart bonde · b7 svart löpare · c7 svart bonde · d7 svart bonde · f7 svart bonde · g7 svart bonde · h7 svart bonde · b6 svart bonde · e6 svart bonde · f6 svart springare · g5 vit löpare · c4 vit bonde · d4 vit bonde · a3 vit bonde · c3 vit drottning · b2 vit bonde · e2 vit bonde · f2 vit bonde · g2 vit bonde · h2 vit bonde · a1 vit torn · e1 vit kung · f1 vit löpare · g1 vit springare · h1 vit torn | a8 svart torn · b8 svart springare · d8 svart drottning · f8 svart torn · g8 svart kung · a7 svart bonde · b7 svart löpare · c7 svart bonde · d7 svart bonde · f7 svart bonde · g7 svart bonde · h7 svart bonde · b6 svart bonde · e6 svart bonde · f6 svart springare · g5 vit löpare · c4 vit bonde · d4 vit bonde · a3 vit bonde · c3 vit drottning · b2 vit bonde · e2 vit bonde · f2 vit bonde · g2 vit bonde · h2 vit bonde · a1 vit torn · e1 vit kung · f1 vit löpare · g1 vit springare · h1 vit torn | a8 svart torn · b8 svart springare · d8 svart drottning · f8 svart torn · g8 svart kung · a7 svart bonde · b7 svart löpare · c7 svart bonde · d7 svart bonde · f7 svart bonde · g7 svart bonde · h7 svart bonde · b6 svart bonde · e6 svart bonde · f6 svart springare · g5 vit löpare · c4 vit bonde · d4 vit bonde · a3 vit bonde · c3 vit drottning · b2 vit bonde · e2 vit bonde · f2 vit bonde · g2 vit bonde · h2 vit bonde · a1 vit torn · e1 vit kung · f1 vit löpare · g1 vit springare · h1 vit torn | a8 svart torn · b8 svart springare · d8 svart drottning · f8 svart torn · g8 svart kung · a7 svart bonde · b7 svart löpare · c7 svart bonde · d7 svart bonde · f7 svart bonde · g7 svart bonde · h7 svart bonde · b6 svart bonde · e6 svart bonde · f6 svart springare · g5 vit löpare · c4 vit bonde · d4 vit bonde · a3 vit bonde · c3 vit drottning · b2 vit bonde · e2 vit bonde · f2 vit bonde · g2 vit bonde · h2 vit bonde · a1 vit torn · e1 vit kung · f1 vit löpare · g1 vit springare · h1 vit torn | a8 svart torn · b8 svart springare · d8 svart drottning · f8 svart torn · g8 svart kung · a7 svart bonde · b7 svart löpare · c7 svart bonde · d7 svart bonde · f7 svart bonde · g7 svart bonde · h7 svart bonde · b6 svart bonde · e6 svart bonde · f6 svart springare · g5 vit löpare · c4 vit bonde · d4 vit bonde · a3 vit bonde · c3 vit drottning · b2 vit bonde · e2 vit bonde · f2 vit bonde · g2 vit bonde · h2 vit bonde · a1 vit torn · e1 vit kung · f1 vit löpare · g1 vit springare · h1 vit torn | a8 svart torn · b8 svart springare · d8 svart drottning · f8 svart torn · g8 svart kung · a7 svart bonde · b7 svart löpare · c7 svart bonde · d7 svart bonde · f7 svart bonde · g7 svart bonde · h7 svart bonde · b6 svart bonde · e6 svart bonde · f6 svart springare · g5 vit löpare · c4 vit bonde · d4 vit bonde · a3 vit bonde · c3 vit drottning · b2 vit bonde · e2 vit bonde · f2 vit bonde · g2 vit bonde · h2 vit bonde · a1 vit torn · e1 vit kung · f1 vit löpare · g1 vit springare · h1 vit torn | a8 svart torn · b8 svart springare · d8 svart drottning · f8 svart torn · g8 svart kung · a7 svart bonde · b7 svart löpare · c7 svart bonde · d7 svart bonde · f7 svart bonde · g7 svart bonde · h7 svart bonde · b6 svart bonde · e6 svart bonde · f6 svart springare · g5 vit löpare · c4 vit bonde · d4 vit bonde · a3 vit bonde · c3 vit drottning · b2 vit bonde · e2 vit bonde · f2 vit bonde · g2 vit bonde · h2 vit bonde · a1 vit torn · e1 vit kung · f1 vit löpare · g1 vit springare · h1 vit torn | 2 |
| 1 | a8 svart torn · b8 svart springare · d8 svart drottning · f8 svart torn · g8 svart kung · a7 svart bonde · b7 svart löpare · c7 svart bonde · d7 svart bonde · f7 svart bonde · g7 svart bonde · h7 svart bonde · b6 svart bonde · e6 svart bonde · f6 svart springare · g5 vit löpare · c4 vit bonde · d4 vit bonde · a3 vit bonde · c3 vit drottning · b2 vit bonde · e2 vit bonde · f2 vit bonde · g2 vit bonde · h2 vit bonde · a1 vit torn · e1 vit kung · f1 vit löpare · g1 vit springare · h1 vit torn | a8 svart torn · b8 svart springare · d8 svart drottning · f8 svart torn · g8 svart kung · a7 svart bonde · b7 svart löpare · c7 svart bonde · d7 svart bonde · f7 svart bonde · g7 svart bonde · h7 svart bonde · b6 svart bonde · e6 svart bonde · f6 svart springare · g5 vit löpare · c4 vit bonde · d4 vit bonde · a3 vit bonde · c3 vit drottning · b2 vit bonde · e2 vit bonde · f2 vit bonde · g2 vit bonde · h2 vit bonde · a1 vit torn · e1 vit kung · f1 vit löpare · g1 vit springare · h1 vit torn | a8 svart torn · b8 svart springare · d8 svart drottning · f8 svart torn · g8 svart kung · a7 svart bonde · b7 svart löpare · c7 svart bonde · d7 svart bonde · f7 svart bonde · g7 svart bonde · h7 svart bonde · b6 svart bonde · e6 svart bonde · f6 svart springare · g5 vit löpare · c4 vit bonde · d4 vit bonde · a3 vit bonde · c3 vit drottning · b2 vit bonde · e2 vit bonde · f2 vit bonde · g2 vit bonde · h2 vit bonde · a1 vit torn · e1 vit kung · f1 vit löpare · g1 vit springare · h1 vit torn | a8 svart torn · b8 svart springare · d8 svart drottning · f8 svart torn · g8 svart kung · a7 svart bonde · b7 svart löpare · c7 svart bonde · d7 svart bonde · f7 svart bonde · g7 svart bonde · h7 svart bonde · b6 svart bonde · e6 svart bonde · f6 svart springare · g5 vit löpare · c4 vit bonde · d4 vit bonde · a3 vit bonde · c3 vit drottning · b2 vit bonde · e2 vit bonde · f2 vit bonde · g2 vit bonde · h2 vit bonde · a1 vit torn · e1 vit kung · f1 vit löpare · g1 vit springare · h1 vit torn | a8 svart torn · b8 svart springare · d8 svart drottning · f8 svart torn · g8 svart kung · a7 svart bonde · b7 svart löpare · c7 svart bonde · d7 svart bonde · f7 svart bonde · g7 svart bonde · h7 svart bonde · b6 svart bonde · e6 svart bonde · f6 svart springare · g5 vit löpare · c4 vit bonde · d4 vit bonde · a3 vit bonde · c3 vit drottning · b2 vit bonde · e2 vit bonde · f2 vit bonde · g2 vit bonde · h2 vit bonde · a1 vit torn · e1 vit kung · f1 vit löpare · g1 vit springare · h1 vit torn | a8 svart torn · b8 svart springare · d8 svart drottning · f8 svart torn · g8 svart kung · a7 svart bonde · b7 svart löpare · c7 svart bonde · d7 svart bonde · f7 svart bonde · g7 svart bonde · h7 svart bonde · b6 svart bonde · e6 svart bonde · f6 svart springare · g5 vit löpare · c4 vit bonde · d4 vit bonde · a3 vit bonde · c3 vit drottning · b2 vit bonde · e2 vit bonde · f2 vit bonde · g2 vit bonde · h2 vit bonde · a1 vit torn · e1 vit kung · f1 vit löpare · g1 vit springare · h1 vit torn | a8 svart torn · b8 svart springare · d8 svart drottning · f8 svart torn · g8 svart kung · a7 svart bonde · b7 svart löpare · c7 svart bonde · d7 svart bonde · f7 svart bonde · g7 svart bonde · h7 svart bonde · b6 svart bonde · e6 svart bonde · f6 svart springare · g5 vit löpare · c4 vit bonde · d4 vit bonde · a3 vit bonde · c3 vit drottning · b2 vit bonde · e2 vit bonde · f2 vit bonde · g2 vit bonde · h2 vit bonde · a1 vit torn · e1 vit kung · f1 vit löpare · g1 vit springare · h1 vit torn | a8 svart torn · b8 svart springare · d8 svart drottning · f8 svart torn · g8 svart kung · a7 svart bonde · b7 svart löpare · c7 svart bonde · d7 svart bonde · f7 svart bonde · g7 svart bonde · h7 svart bonde · b6 svart bonde · e6 svart bonde · f6 svart springare · g5 vit löpare · c4 vit bonde · d4 vit bonde · a3 vit bonde · c3 vit drottning · b2 vit bonde · e2 vit bonde · f2 vit bonde · g2 vit bonde · h2 vit bonde · a1 vit torn · e1 vit kung · f1 vit löpare · g1 vit springare · h1 vit torn | 1 |
|   | a | b | c | d | e | f | g | h |   |

I den klassiska varianten undviker vit en dubbelbonde på c-linjen med 4.Dc2, men kommer efter i utvecklingen av kungsflygeln. Svart vill oftast öppna ställningen, trots att vit har löparparet, för att utnyttja sitt utvecklingsförsprång. Svarts vanligaste svar är 4...0-0 men svart kan också genast angripa vits centrum med 4...c5 eller 4...d5. 
- Huvudvarianten är 4...0–0 5.a3 Lxc3+ 6.Dxc3 b6 7.Lg5 Lb7 (se diagram). Vit kan fortsätta med 8.f3 som förbereder e4, men eftersom svart kan hindra detta med ...d5 så spelar vit ofta 8.e3 och svart svarar 8...d6 med planen ...Sbd7.

- Efter 4...d5 5.cxd5 (5.a3 Lxc3+ 6.Dxc3 ger vit löparparet och svart ett utvecklingsförsprång) kan svart ta tillbaka med bonden (5...exd5 6.Lg5 h6 7.Lh4) eller med damen (5...Dxd5 6.Sf3 Df5).

- Efter 4...c5 5.dxc5 kan svart ta tillbaka direkt med 5...Lxc5 eller (vanligare) spela 5...0–0 6.Sf3 Sa6 7.g3 Sxc5 8.Lg2.

### Kasparovvarianten (4.Sf3)
Kasparovvarianten fick sitt namn när Garry Kasparov använde den framgångsrikt i VM-matchen mot Anatolij Karpov 1985.
Vit utvecklar sig naturligt med 4.Sf3 och behåller möjligheten Lg5. 4...d5 leder nu till Ragozinvarianten i damgambit. Andra huvuddrag från svart är:
- 4...b6 leder till en hybrid av nimzo- och damindiskt som också kan uppkomma efter 3.Sf3. En typisk fortsättning är 5.Lg5 (5.e3, 5.Db3 och 5.Dc2 spelas också) 5...Lb7 6.e3 (eller 6.Sd2).

- 4...c5 5.g3 (5.e3 leder till Rubinsteinsystemet) 5...cxd4 6.Sxd4 0–0 7.Lg2 d5. Vit har blivit av med sitt bondecentrum men har en bra löpare på g2.

### 4.f3
Med 4.f3 tar vit kontroll över det viktiga fältet e4. Nackdelen är att det försenar hans utveckling. En typisk fortsättning är
4...d5 5.a3 Lxc3+ 6.bxc3 c5 7.cxd5 Sxd5 8.dxc5 Da5 9.e4.

### Sämischvarianten (4.a3)
Sämischvarianten är uppkallad efter Friedrich Sämisch. Den användes i VM-matcherna mellan Michail Botvinnik och Michail Tal 1960 och 1961, men är numera inte så vanlig. 
Vit tvingar genast till sig löparparet på bekostnad av en dubbelbonde. Huvudvarianten är 4.a3 Lxc3+ 5.bxc3 c5 6.e3 (6.f3 leder till samma varianter som 4.f3 ovan) 6...0-0 7.Ld3 Sc6 8.Se2. Svart kan angripa den svaga bonden på c4 med drag som ...La6, ...Sa5 och ...Tc8. Vit försöker bygga upp ett starkt centrum och angripa på kungsflygeln.

### Leningradvarianten (4.Lg5)
Den här varianten analyserades av spelare från Leningrad. Efter 4.Lg5 kan svart antingen spela 4...h6 5.Lh4 c5 6.d5 eller direkt 4...c5 5.d5. 

### Fianchettovarianten (4.g3)
I den här varianten fianchetterar vit sin löpare till g2 vilket leder till ställningar som liknar katalanskt parti. De vanligaste fortstättningarna efter 4.g3 är:
- 4...0-0 5.Lg2 d5 6.Sf3 dxc4
- 4...c5 5.Sf3 cxd4 6.Sxd4 0-0.

### Spielmannvarianten (4.Db3)
Spielmannvarianten, uppkallad efter Rudolf Spielmann, är numera ovanlig. 4.Db3 har samma syfte som 4.Dc2 (att undvika en dubbelbonde) men har nackdelen att det inte bevakar fältet e4. En typisk fortsättning är 4...c5 5.dxc5 Sc6 6.Sf3 Se4.